# Piłka (Koszęcin)
Pour les articles homonymes, voir Piłka.
Piłka est une localité polonaise de la gmina de Koszęcin, située dans le powiat de Lubliniec en voïvodie de Silésie.